# Gamış
Gamış (arménsky Գոմշասար, Gomšasar) je hora v Ázerbájdžánu na hranici Náhorního Karabachu. Jeho vrchol je nejvyšším bodem Náhorního Karabachu i Malého Kavkazu. (Některé zdroje považují za nejvyšší horu Malého Kavkazu arménský Aragac, ten ale už neleží v Malém Kavkazu, nýbrž v Arménské vysočině.) Gamış je součástí hřebene Murovdağ.
Arménský název Gomšasar znamená v překladu „buvolí hora“. V dobách Sovětského svazu byla hora známa také pod ruským názvem Гямыш (Gjamyš).